# Ewina
Ewina [pronunciación en polaco: /ɛˈvina/] es un pueblo en el distrito administrativo de Gmina Żytno, dentro del Distrito de Radomsko, Voivodato de Łódź, en el centro de Polonia. Se encuentra aproximadamente 6 kilómetros al oeste de Żytno, 16 kilómetros al sudeste de Radomsko, y 93 kilómetros al sur de la capital regional , Łódź.